# Bomba de tornillo

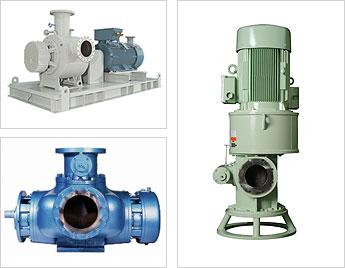
Bomba de dos tornillos.

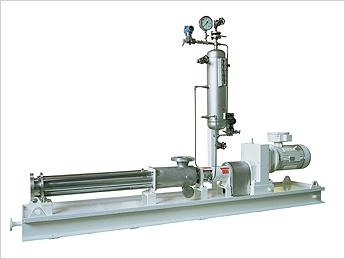
Bomba de tornillo.

Una bomba de tornillo es un tipo de bomba hidráulica considerada de desplazamiento positivo, que se diferencia de las habituales, más conocidas como bombas centrífugas. Esta bomba utiliza un tornillo helicoidal excéntrico que se mueve dentro de una camisa y hace fluir el líquido entre el tornillo y la camisa.
Está específicamente indicada para bombear fluidos viscosos, con altos contenidos de sólidos, que no necesiten removerse o que formen espumas si se agitan. Como la bomba de tornillo desplaza el líquido, este no sufre movimientos bruscos, pudiendo incluso bombear uvas enteras. 
Uno de los usos que tiene es la de bombear fangos de las distintas etapas de las depuradoras, pudiendo incluso bombear fangos deshidratados procedentes de filtros prensa con un 22-25% de sequedad.
Este tipo de bombas son ampliamente utilizadas en la industria petrolera a nivel mundial, para el bombeo de crudos altamente viscosos y con contenidos apreciables de sólidos. Nuevos desarrollos de estas bombas permiten el bombeo multifásico.  
En este tipo de bombas pueden operar con flujos fijos a su descarga, aun cuando bombeen contra una red de presión variable. Convirtiéndolas en excelentes equipos de bombeo a utilizar en redes de recolección de petróleo. En el caso de las bombas centrífugas, el flujo entregado depende de la presión a su descarga.